# پیلار بویرو

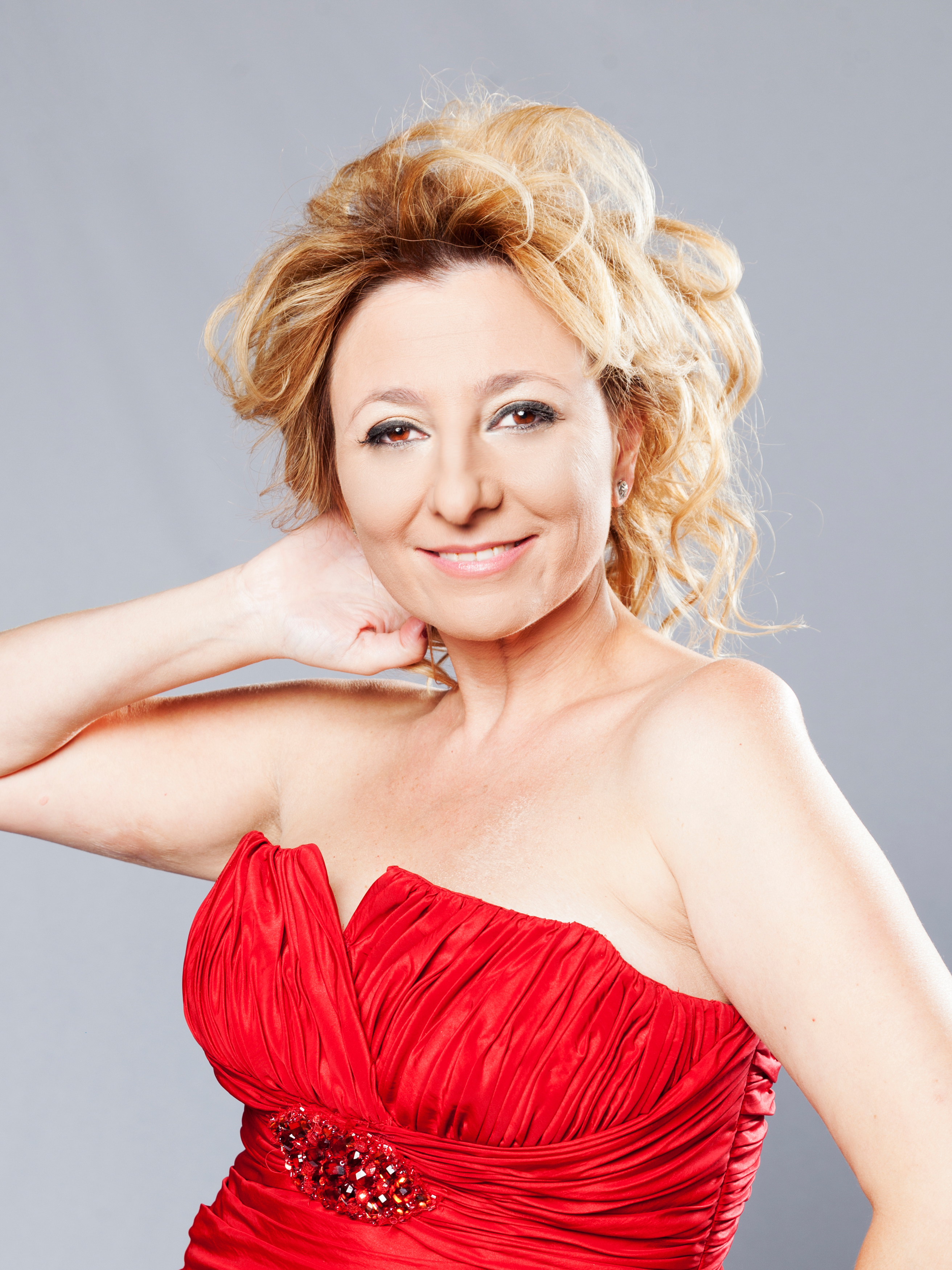

پیلار بویرو گومز (کاسرس، ۲۸ مه ۱۹۷۴)، معروف به پیلار بویرو، یک خواننده، مجری و معلم اسپانیایی است که متخصص کوپلای اندلسی است. در سال ۱۹۹۵ اولین آلبوم خود را تحت عنوان "El cante mío" منتشر کرد. این اثر در رادیو ملی اسپانیا ضبط شده‌است.